# Lincoln Younes
Lincoln Younes (* 31. ledna 1992 Sydney, Austrálie) je australský herec, který se proslavil rolí Romeo Kovace v Tangle a Caseyho Braxtona v telenovele Home and Away. Také si zahrál ve filmech Hiding a Love Child.

## Životopis
Younes se narodil v Sydney, ale vyrostl v městečku Bendigo ve Victorii. Navštěvoval střední školu Flora Hill Secondary College. Poté co si zahrál ve školní produkci Petera Pana, rozhodl se pro dráhu herce. Byl přijat na jednoletý kurz v Národním Institutu dramatického umění (NIDA). Poté se rozhodl získat bakalářský titul na Melbournské univerzitě, ale po šesti měsících školu opustil.

## Kariéra
V roce 2009 se poprvé objevil na televizních obrazovkách v kriminálním dramatickém seriálu City Homicide jako Tyler Drew. Po návštěvě svého prvního konkurzu byl obsazen do role Romeoa Kovace v dramatickém seriálu stanice Showtime Tangle. Za roli získal v roce 2013 cenu Astra Award v kategorii Nejlepší výkon herce. Po boku Joshe Lawsona a Isabel Lucas se objevil ve filmu The Wedding Party. Film měl premiéru na Mezinárodním filmovém festivalu v Melbourne.
V roce 2011 získal roli Caseyho Braxtona v telenovele Home and Away. Kvůli natáčení se přestěhoval do Sydney. V roce 2013 byl magazínem Cleo nominován na „Partii roku“. Následující rok získal Inside Soap Award za roli Caseyho. V červnu 2014 bylo potvrzeno, že opouští telenovelu. Svoje poslední scény natočil v květnu roku 2015. Bylo oznámeno, že se připojil k obsazení dramatického seriálu stanice Nine Network Love Child v roli Chrise Vesty. Také si zahrál v limitovaném seriálu stanice ABC Hiding. V roce 2016 si zahrál v komedii Down Under. V roce 2018 si po boku Rachel Griffiths zahrál v kriminálním dramatu Dead Lucky. V roce 2018 byl obsazen do seriálu stanice ABC Grand Hotel.

## Filmografie

### Film
| Rok  | Název                  | Role      | Poznámky            |
| ---- | ---------------------- | --------- | ------------------- |
| 2009 | Locker                 | Tim Kelly | krátkometrážní film |
| 2010 | The Wedding Party      | Todd      |                     |
| 2016 | Australský testosteron | Hassim    |                     |
| 2016 | Petunia                | Jack      | krátkometrážní film |

### Televize
| Rok       | Název         | Role                         | Poznámky                  |
| --------- | ------------- | ---------------------------- | ------------------------- |
| 2009      | City Homicide | Tyler Drew                   | díl: „The First Stone“    |
| 2009–2012 | Tangle        | Romeo Kovac                  | 22 dílů                   |
| 2011–2014 | Home and Away | Casey Braxton                | hlavní role, 570 dílů     |
| 2015–2016 | Love Child    | Chris Vesty                  | 17 dílů                   |
| 2015      | Hiding        | Mitchell Quig/Mitchell Swift | limitovaný seriál, 8 dílů |
| 2018      | Dead Lucky    |                              | 4 díly                    |
| 2019      | Grand Hotel   | Danny                        | hlavní role               |